# Hydrelia musculata
Hydrelia musculata là một loài bướm đêm trong họ Geometridae.